# 1952 في الولايات المتحدة
فيما يلي قوائم الأحداث التي وقعت خلال عام 1952 في الولايات المتحدة.

## أحداث
- 1 نوفمبر – إيفي مايك

## سياسة

### تعيين في المنصب
- 5 نوفمبر – جون شيرمان كوبر عضو مجلس الشيوخ الأمريكي.

### انتهاء فترة المنصب
- 1 يناير – روبرت بيرد عضو مجلس ولاية فيرجينيا الغربية.
- 20 يونيو – فيلبس فيلبس حاكم ساموا الأمريكية [الإنجليزية]‏.
- 4 نوفمبر – فريد أندرو سيتون عضو مجلس الشيوخ الأمريكي.
- 17 ديسمبر – دوغلاس مكاي حاكم ولاية أوريغون [الإنجليزية]‏.
- 24 ديسمبر – فريدريك جورج باين حاكم مين [الإنجليزية]‏.

## رياضة
- 1 يناير – إنديانابوليس 500 سنة 1952

## ظهور
- 1 يناير – العم سكروتش
- 1 يناير – بعد الجنازة رواية من تأليف أجاثا كريستي.
- 1 يناير – موت السيدة ماغنتي رواية من تأليف أجاثا كريستي.
- 1 نوفمبر – ماد مجلة أمريكية.

## أفلام
من الأفلام التي صدرت هذه السنة في الولايات المتحدة:
- 1 يناير – أعظم العروض على وجه الأرض من إخراج سيسيل ديميل.
- 1 يناير – الزمن السعيد من إخراج ريتشارد فليشر.
- 1 يناير – السيئ والجميلة من إخراج فنسنت مينيلي.
- 1 يناير – المدينة الذرية من إخراج جيري هوبر.
- 1 يناير – إداناتي الستة من إخراج Hugo Fregonese [الإنجليزية]‏.
- 1 يناير – بأغنية في قلبي من إخراج والتر لانغ.
- 1 يناير – ثلوج كليمنجارو من إخراج هنري كينغ.
- 1 يناير – ظهيرة مشتعلة من إخراج فريد زينمان.
- 1 يناير – عودي يا ليتل شيبا من إخراج دانيال مان.
- 1 يناير – فيفا زباطة من إخراج إيليا كازان.
- 1 يناير – مولان روج من إخراج جون هيوستن.
- 27 مارس – لنغني تحت المطر من إخراج ستانلي دونين، جين كيلي.
- 11 أبريل – السيد فيردو من إخراج تشارلي تشابلن.
- 6 يونيو – الرجل الهادئ من إخراج جون فورد.
- 12 يونيو – إيفانهوي من إخراج ريتشارد ثورب.[1]
- 16 أكتوبر – أضواء المسرح من إخراج تشارلي تشابلن.

## برامج ومسلسلات وأنمي
- غايدنغ لايت

## موسيقى

### أغاني
من الأغاني التي صدرت هذه السنة في الولايات المتحدة:
- 19 يوليو – جامبالايا أون ذا بايو من غناء هانك ويليامز.

## كتب
من الكتب التي صدرت هذه السنة في الولايات المتحدة:
- 1 يناير – الرجل الخفي من تأليف رالف إيلسون.
- 1 يناير – الشيخ والبحر من تأليف إرنست همينغوي.
- 1 يناير – شبكة تشارلوت من تأليف إي. بي. وايت.

## مواليد

### يناير
- 1 يناير – باتريشيا مور[2]
- 1 يناير – كريستوفر مايكل لانجان
- 1 يناير – مايكل شوير[3]
- 1 يناير – ويليام إتش بولي الثالث
- 2 يناير – ويندي فيليبس ممثلة أمريكية.[4]
- 3 يناير – جيم روس
- 5 يناير – مارك سميث سياسي من الولايات المتحدة الأمريكية.
- 11 يناير – ديانا غابالدون مؤلفة أمريكية.[5]
- 12 يناير – كامبي راسيل لاعب كرة سلة أمريكي.
- 14 يناير – جيمس د. ويتمور
- 18 يناير – مايكل بيهي[6]
- 20 يناير – جورج جونسون
- 20 يناير – ديف فينوي
- 25 يناير – لي ستروبل كاتب أمريكي.
- 26 يناير – توم هندرسون لاعب كرة سلة من الولايات المتحدة الأمريكية.
- 26 يناير – ماريو رونكو، الابن رائد فضاء أمريكي.
- 27 يناير – براين غوتفريد لاعب كرة مضرب من الولايات المتحدة.
- 29 يناير – بيت جيرين سياسي أمريكي.[7]
- 30 يناير – هنري وارد لاعب كرة سلة أمريكي.

### فبراير
- 1 فبراير – روجر تسيان[8]
- 2 فبراير – رالف ميركل[9]
- 5 فبراير – جون أندروز لاعب كرة مضرب من الولايات المتحدة الأمريكية.
- 6 فبراير – بروس ستراوس ملاكم من الولايات المتحدة الأمريكية.
- 11 فبراير – جيم أوبراين مدرب كرة سلة من الولايات المتحدة الأمريكية.
- 18 فبراير – موريس لوكاس[10]
- 19 فبراير – ستيف جيمس ممثل أمريكي.[11]
- 21 فبراير – هاري كينيدي سياسي من الولايات المتحدة الأمريكية.
- 24 فبراير – تومي برليسون لاعب كرة سلة من الولايات المتحدة الأمريكية.
- 24 فبراير – شارون والش لاعبة كرة مضرب أمريكية.
- 27 فبراير – دوايت جونز لاعب كرة سلة من الولايات المتحدة الأمريكية.[12]
- 29 فبراير – تيم باورز كاتب أمريكي.[13]

### مارس
- 1 مارس – برايان وينترز
- 3 مارس – كورنيليوس كاش لاعب كرة سلة أمريكي.
- 4 مارس – رون موس ممثل أمريكي.
- 6 مارس – جون ديفيد كارسون ممثل أمريكي.
- 12 مارس – نعومي شهاب ناي كاتب أمريكي.[14]
- 12 مارس – يوليوس كاري ممثل أمريكي.
- 14 مارس – مارتن ديمبسي[15]
- 16 مارس – إروين كييس[16]
- 16 مارس – جيم برادلي لاعب كرة سلة أمريكي.[17]
- 19 مارس – هارفي واينستين منتج أفلام أمريكي.[18]
- 21 مارس – ألفريدو أسكاليرا ملاكم من الولايات المتحدة الأمريكية.
- 21 مارس – غلين ماكدونالد
- 23 مارس – ريكس تيلرسون سياسي أمريكي.[19]
- 23 مارس – كيم ستانلي روبنسون[20]
- 25 مارس – كين بويد لاعب كرة سلة أمريكي.
- 28 مارس – لين إلمور لاعب كرة سلة أمريكي.
- 31 مارس – دينيس دوفال لاعب كرة سلة أمريكي.

### أبريل
- 4 أبريل – ديفيد ألان بيلي
- 5 أبريل – ساندي ماير لاعب كرة مضرب من الولايات المتحدة.
- 6 أبريل – جون شوميت
- 10 أبريل – ستيفن سيغال[21]
- 13 أبريل – مارفين وبستر لاعب كرة سلة أمريكي.[22]
- 16 أبريل – بيلي ويست
- 17 أبريل – إد سيرسي لاعب كرة سلة أمريكي.
- 17 أبريل – جو ألاسكي[23]
- 19 أبريل – دنيس دان ممثل أمريكي.
- 21 أبريل – غلين هانسن لاعب كرة سلة أمريكي.
- 22 أبريل – دونالد واشنطن لاعب كرة سلة من الولايات المتحدة الأمريكية.
- 22 أبريل – فيل سميث لاعب كرة سلة أمريكي.
- 22 أبريل – مارلين تشامبرز[24]
- 23 أبريل – تيري مور لاعب كرة مضرب أمريكي.
- 27 أبريل – جورج غرفين لاعب كرة سلة أمريكي.[25]
- 28 أبريل – ماري ماكدونيل ممثلة أمريكية.[26]
- 30 أبريل – إدي مصطفى محمد

### مايو
- 2 مايو – كريستين بارانسكي[27]
- 3 مايو – تشاك بالدوين سياسي أمريكي.
- 5 مايو – إدوين لي سياسي من الولايات المتحدة.
- 10 مايو – آل إبرهارد لاعب كرة سلة أمريكي.
- 13 مايو – جون كيسيك سياسي أمريكي.[28]
- 14 مايو – روبرت زيميكس[29]
- 15 مايو – شاز بالمينتري[30]
- 20 مايو – والتر إيزاكسون[31]
- 21 مايو – مستر تي
- 26 مايو – توم ماكميلين سياسي أمريكي.
- 27 مايو – روبرت لي ييتس

### يونيو
- 4 يونيو – كيم هيوز
- 9 يونيو – بيلي نايت لاعب كرة سلة أمريكي.
- 12 يونيو – سبنسر ابراهام سياسي من الولايات المتحدة الأمريكية.
- 12 يونيو – غلين وارن موست باحث وعالم أمريكي مُتخصص في الأدبيَّات الكلاسيكيَّة والأدب المُقارن.
- 14 يونيو – بات ساميت[32]
- 16 يونيو – جورج باباندريو سياسي يوناني.[33]
- 20 يونيو – جون غودمان ممثل أمريكي.[34]
- 22 يونيو – ستيفن كامبون

### يوليو
- 1 يوليو – فيليب ستيغ
- 2 يوليو – ليندا غودوين
- 3 يوليو – كورك هوبرت ممثل أمريكي.[35]
- 3 يوليو – لورا برانيجان[36]
- 6 يوليو – داني لوبيز ملاكم مكسيكي.
- 11 يوليو – تيم دي زارن ممثل أمريكي.
- 11 يوليو – ستيفن لانغ[37]
- 12 مارس – يوليوس كاري ممثل أمريكي.
- 14 يوليو – جيري هوسر
- 14 يوليو – جيف ليندسي[38]
- 15 يوليو – ألين ميرفي لاعب كرة سلة أمريكي.
- 15 يوليو – تيري أوكوين ممثل أمريكي.[39]
- 16 يوليو – آنا جيه براون
- 17 يوليو – ديفيد هاسيلهوف[40]
- 18 يوليو – جيمس فوربس لاعب كرة سلة أمريكي.[41]
- 22 يوليو – بيرد أفريت لاعب كرة سلة أمريكي.
- 23 يوليو – مارك وايزر
- 27 يوليو – روكسان هارت ممثلة أمريكية.[42]
- 27 يوليو – مارفين بارنز لاعب كرة سلة من الولايات المتحدة الأمريكية.
- 29 يوليو – سكوت ويدمان لاعب كرة سلة أمريكي.

### أغسطس
- 2 أغسطس – غريغ جاكسون لاعب كرة سلة أمريكي.
- 7 أغسطس – كارولين هارون[43]
- 14 أغسطس – توم كامبل سياسي أمريكي.[44]
- 14 أغسطس – ديبي ماير سبّاحة من الولايات المتحدة الأمريكية.[45]
- 14 أغسطس – كيفن كيلي
- 14 أغسطس – مارك لي رائد فضاء أمريكي.
- 15 أغسطس – داريل إيلستون لاعب كرة سلة أمريكي.
- 16 أغسطس – ستيف باومان لاعب كرة قدم من الولايات المتحدة الأمريكية.
- 17 أغسطس – توماس هنن رائد فضاء أمريكي.
- 17 أغسطس – كاثرين جيم ثورنتون
- 18 أغسطس – باتريك سويزي[46]
- 19 أغسطس – جوناثان فراكس[47]
- 21 أغسطس – باري سميث
- 26 أغسطس – مايكل جتير ممثل أمريكي.[48]
- 31 أغسطس – ميكي جونسون
- 31 أغسطس – ويمان بريت لاعب كرة سلة أمريكي.

### سبتمبر
- 2 سبتمبر – جيمي كونرز لاعب كرة مضرب من الولايات المتحدة.[49]
- 4 سبتمبر – آلان بلومنفلد ممثل أمريكي.[50]
- 5 سبتمبر – ستيف بيكر متسابق دراجات نارية من الولايات المتحدة الأمريكية.
- 6 سبتمبر – شوجار راي سيليس ملاكم من الولايات المتحدة الأمريكية.
- 8 سبتمبر – دايفيد إليس[51]
- 9 سبتمبر – لي موران رائد فضاء أمريكي.
- 10 سبتمبر – جيري كونواي[52]
- 10 سبتمبر – ميدي بنجامين[53]
- 16 سبتمبر – ميكي رورك ممثل أمريكي.[54]
- 17 سبتمبر – هارولد سولومون لاعب كرة مضرب أمريكي.
- 22 سبتمبر – جون هينيسي[55]
- 24 سبتمبر – جوزيف كيندي الثاني سياسي من الولايات المتحدة الأمريكية.[56]
- 25 سبتمبر – أمينة ودود
- 25 سبتمبر – بيل هوكس[57]
- 25 سبتمبر – كريستوفر ريف[58]
- 27 سبتمبر – والتر ل. شارب

### أكتوبر
- 3 أكتوبر – نيل جيرليز عالم فلك أمريكي.
- 5 أكتوبر – آرون جيمس
- 8 أكتوبر – إدورد زويك[59]
- 13 أكتوبر – بيفرلي جونسون[60]
- 13 أكتوبر – مايكل آر كليفورد رائد فضاء أمريكي.
- 14 أكتوبر – هاري أندرسون ممثل وكاتب سيناريو أمريكي.[61]
- 16 أكتوبر – رون تايلور[62]
- 16 أكتوبر – كريستوفر كوكس محامي من الولايات المتحدة الأمريكية.[63]
- 21 أكتوبر – باتي ديفيس[64]
- 21 أكتوبر – ليلى أبو لغد عالمة بعلوم الإنسان من الولايات المتحدة الأمريكية.
- 22 أكتوبر – جيف غولدبلوم ممثل أمريكي.[65]
- 23 أكتوبر – خوان كول[66]
- 26 أكتوبر – لارس بيتر هانسن عالم اقتصاد أمريكي.[67]
- 27 أكتوبر – فرانسيس فوكوياما[68]
- 28 أكتوبر – آني بوتس[69]

### نوفمبر
- 2 نوفمبر – دايفيد اندروز
- 2 نوفمبر – رون لي لاعب كرة سلة أمريكي.
- 3 نوفمبر – دوغلاس لوت دبلوماسي من الولايات المتحدة الأمريكية.
- 3 نوفمبر – روزان بار[70]
- 5 نوفمبر – بيل والتون لاعب كرة سلة من الولايات المتحدة الأمريكية.[71]
- 7 نوفمبر – ديفيد بتريوس ضابط من الولايات المتحدة الأمريكية.[72]
- 8 نوفمبر – ألفري وودارد[73]
- 12 نوفمبر – إرنست لي فلتشر سياسي أمريكي.
- 12 نوفمبر – ماكس غرودينتشيك
- 15 نوفمبر – راندي سافاج[74]
- 17 نوفمبر – ريك جونز سياسي أمريكي.
- 17 نوفمبر – صامويل سيرانو ملاكم من الولايات المتحدة الأمريكية.
- 25 نوفمبر – جون لينش سياسي من الولايات المتحدة الأمريكية.
- 25 نوفمبر – هرشل سافج
- 29 نوفمبر – جيف فاهاي ممثل أمريكي.[75]
- 30 نوفمبر – ماندي باتينكين ممثل أمريكي.[76]
- 30 نوفمبر – هنري سيليك[77]

### ديسمبر
- 1 ديسمبر – ريك سكوت سياسي أمريكي.
- 2 ديسمبر – كيث شاربايكا ممثل أمريكي.[78]
- 4 ديسمبر – رونالد م سيجا رائد فضاء أمريكي.
- 8 ديسمبر – جريج كولينز لاعب كرة قدم أمريكية.
- 9 ديسمبر – مايكل دورن ممثل ومخرج أمريكي.[79]
- 13 ديسمبر – لاري كينون لاعب كرة سلة أمريكي.
- 15 ديسمبر – جوليا تيمور[80]
- 19 ديسمبر – سكوت لويد لاعب كرة سلة أمريكي.
- 23 ديسمبر – هيلين شنايدر مغنية أمريكية.[81]
- 23 ديسمبر – وليام كريستول كاتب أمريكي.[82]
- 31 ديسمبر – دون فورد لاعب كرة سلة أمريكي.

## وفيات

### يناير
- 1 يناير – ألبرت لوري جرول (مواليد 1866) فنان أمريكي.[83]
- 1 يناير – ماكس ستينكي (مواليد 1898)
- 3 يناير – ديك كورتيس (مواليد 1902) ممثل من الولايات المتحدة الأمريكية.[84]
- 8 يناير – أنطونيا موري (مواليد 1866)
- 18 يناير – كيرلي هاورد (مواليد 1903)[85]
- 22 يناير – روبرت باترسون ب. (مواليد 1891)[86]
- 26 يناير – هارلان بريغز (مواليد 1879) ممثل أمريكي.[87]

### فبراير
- 3 فبراير – فرنسيس وتيار بينل (مواليد 1886) عالم نبات أمريكي.[88]

### أبريل
- 2 أبريل – صمويل مارينوس زويمر (مواليد 1867) مبشّر من الولايات المتحدة الأمريكية.[89]
- 16 أبريل – جورج باني (مواليد 1867) ممثل من الولايات المتحدة الأمريكية.
- 19 أبريل – جيمس بيترز (مواليد 1889)[90]
- 21 أبريل – جرانفيل رولان فورتسكو (مواليد 1875)[91]

### مايو
- 10 مايو – كلارك ليونارد هل (مواليد 1884) عالم نفس أمريكي.[92]
- 21 مايو – جون غارفيلد (مواليد 1913) ممثل أمريكي.[93]

### يونيو
- 1 يونيو – جون ديوي (مواليد 1859)[94]
- 17 يونيو – جاك بارسونز (مواليد 1914)[95]

### يوليو
- 4 يوليو – والتر لونغ (مواليد 1879) ممثل أمريكي.[96]
- 21 يوليو – بن دبليو. أولكوت (مواليد 1872) سياسي أمريكي.[97]
- 22 يوليو – هاري كارتر (مواليد 1879) ممثل من الولايات المتحدة الأمريكية.
- 25 يوليو – جيبسي أبوت (مواليد 1896)[98]
- 26 يوليو – إدوارد إليس (مواليد 1870)[99]

### أغسطس
- 1 أغسطس – ألين ويست (مواليد 1872) لاعب كرة مضرب أمريكي.
- 2 أغسطس – تشارلز كي فرينش (مواليد 1860)[100]

### سبتمبر
- 11 سبتمبر – فرانك ويلسون (مواليد 1890) طبيب قلب من الولايات المتحدة الأمريكية.

### أكتوبر
- 11 أكتوبر – جاك كونواي (مواليد 1887)[101]
- 19 أكتوبر – إدوارد كرتيس (مواليد 1868) مصور أمريكي.[102]
- 23 أكتوبر – سوزان بيترز (مواليد 1921)[103]
- 26 أكتوبر – ميرتل مكاتير (مواليد 1878) لاعبة كرة مضرب من الولايات المتحدة.
- 26 أكتوبر – هاتي ماكدانيال (مواليد 1895) ممثلة.[104]
- 28 أكتوبر – ايرفينغ مورو (مواليد 1884) مهندس معماري أمريكي.[105]

### نوفمبر
- 13 نوفمبر – جورج ستاديل (مواليد 1881) لاعب كرة مضرب من الولايات المتحدة الأمريكية.